# Guerra russo-polacca del 1792
La guerra russo-polacca del 1792 o, come riportata in fonti polacche, la guerra in difesa della costituzione (in polacco wojna w obronie Konstytucji 3 maja), ebbe luogo nel 1792 con la Confederazione polacco-lituana da un lato e l'Impero russo e la confederazione di Targowica (la nobiltà ostile alla ventata riformista che stava sperimentando la Polonia-Lituania con l'adozione della Costituzione polacca di maggio) dall'altro.
La guerra si svolse in due teatri: uno settentrionale, in Lituania, e uno meridionale, in quella che oggi è Ucraina. In entrambi gli scenari, le forze polacche si ritirarono davanti alle forze russe numericamente superiori, malgrado fossero riuscite a resistere in maniera significativamente maggiore nel sud, grazie all'efficace guida dei comandanti polacchi Józef Poniatowski e Tadeusz Kościuszko. Durante i tre mesi di lotta, si combatterono diverse schermaglie, ma nessuna delle fazioni ottenne una vittoria decisiva. Il maggiore successo ottenuto dalle forze polacche risultò la battaglia di Zieleńce del 18 giugno; all'indomani dello scontro fu istituita la più alta onorificenza militare polacca, la Virtuti militari. La guerra terminò quando il re polacco Stanislao II Augusto Poniatowski decise di cercare una soluzione diplomatica, chiedendo una tregua con i russi e aderendo in quell'occasione alla confederazione di Targowica, come richiesto dall'Impero. La cessazione delle ostilità non si rivelò senza conseguenze per la Confederazione, poiché subito dopo la resa ebbe luogo la seconda spartizione.

## Contesto storico

### Declino della Confederazione
All'inizio del XVIII secolo, i magnati della Polonia e della Lituania amministravano di fatto lo Stato, o meglio, riuscivano a garantire che non venissero attuate riforme che avrebbero potuto indebolire il loro status privilegiato durante il periodo della cosiddetta libertà dorata. L'abuso della regola del liberum veto, attraverso cui anche un solo membro del Sejm (il parlamento) poteva bloccare l'iter legislativo di approvazione di una proposta, paralizzò inoltre vari procedimenti giudiziari, oltre a favorire la presenza di deputati corrotti da magnati o l'ingerenza di potenze straniere: la posizione dei membri di spicco della szlachta, termine con cui si designava l'aristocrazia locale, gelosi dei propri privilegi e convinti di vivere in un'"età dell'oro" senza precedenti, lesero l'esecutivo della Confederazione per oltre un secolo.
L'idea di riformare la Repubblica delle Due Nazioni si fece strada a partire dalla metà del XVII secolo, in quanto rimaneva pur sempre una grande potenza europea solo cent'anni prima e figurava ancora tra le nazioni più vaste del continente. Con l'esercito della Confederazione ridotto a circa 16 000 combattenti, fu facile per i suoi vicini intervenire direttamente: i russi contavano 300 000 unità, i prussiani e gli austriaci 200 000 uomini ciascuno.

### Tentativi di riforma
Un'opportunità di rinnovamento si verificò durante il "Grande Sejm", chiamato anche Sejm dei quattro anni, del 1788-1792, iniziato il 6 ottobre 1788 con 181 deputati. Le nazioni contigue alla Polonia-Lituania, occupate da altri conflitti, apparivano in quel momento non concentrate né capaci di intervenire con la forza negli affari polacchi: la Russia e l'Austria erano infatti impegnate contro l'Impero ottomano (rispettivamente nella guerra russo-turca (1787–1792) e nella guerra austro-turca (1787–1791); oltretutto, Pietroburgo fu ulteriormente distratta da uno scontro scoppiato con gli svedesi (1788–1790). Una nuova alleanza tra la Polonia-Lituania e la Prussia sembrò fornire garanzie di sicurezza contro l'intervento russo, e il 3 maggio 1791 fu letta e adottata la nuova costituzione, sulla scia di una grande euforia da parte del popolo.
Una volta archiviate le guerre con la Turchia e la Svezia, l'imperatrice Caterina era furiosa per l'adozione del documento, che, a suo giudizio, minacciava l'influenza russa in Polonia. Dalla Russia, che vedeva la Polonia come un protettorato de facto, uno dei principali autori di politica estera nazionale, Aleksandr Bezborodko scriveva a seguito della stesura della carta costituzionale: "Da Varsavia sono arrivate le peggiori notizie: il re polacco è diventato quasi un sovrano". Anche la Prussia era fortemente contraria alla nuova costituzione, e i diplomatici polacchi ricevettero una nota in cui si riferiva che la nuova costituzione aveva cambiato lo Stato polacco così tanto che la Prussia non considerava più vincolanti i suoi precedenti obblighi. Proprio come la Russia, la Prussia era preoccupata che lo stato polacco appena rafforzato potesse diventare una minaccia e il ministro degli esteri prussiano, Friedrich Wilhelm von Schulenburg-Kehnert, chiaramente e con raro candore disse ai polacchi che la Prussia non sosteneva la costituzione e si rifiutava di assistere la Confederazione in qualsiasi forma, anche come mediatore, poiché non era nell'interesse dello stato della Prussia vedere la Polonia-Lituania rafforzata, in quanto avrebbe potuto nuocere alla Prussia in futuro. Lo statista prussiano Ewald von Hertzberg espresse lucidamente i timori dei conservatori europei: "I polacchi hanno dato il colpo di grazia alla monarchia prussiana votando una costituzione", realizzando che una Confederazione forte avrebbe potuto probabilmente richiedere la restituzione delle terre che la Prussia aveva acquisito nella prima spartizione.
Non si deve credere che la Costituzione fosse stata adottata senza dissenso interno alcuno, essendo stata anzi essa stessa promulgata in un contesto di semi-irregolarità procedurale a livello legislativo (ovvero con l'assenza di un numero consistente di partecipanti alle sedute del Sejm). I magnati che si erano opposti alla bozza di costituzione fin dall'inizio, tra cui Franciszek Ksawery Branicki, Stanisław Szczęsny Potocki, Seweryn Rzewuski, e Szymon e Józef Kossakowski, chiesero alla zarina Caterina di intervenire e ripristinare i loro privilegi (le Leggi Cardinali, provvedimenti che garantivano una serie di vantaggi inequivocabili per i più abbienti, vennero abolite nel maggio del 1791). A tal fine formarono questi magnati la confederazione di Targowica: il proclama dei membri, redatto a Pietroburgo nel gennaio 1792, criticava la costituzione per aver contribuito al "contagio delle idee democratiche" a seguito degli "esempi fatali fissati a Parigi". Si affermava inoltre che "Il parlamento [...] ha infranto tutte le leggi fondamentali, ha spazzato via tutte le libertà della nobiltà e il 3 maggio 1791 si è trasformato in una rivoluzione e in una cospirazione". I confederati dichiararono l'intenzione di superare questa rivoluzione, asserendo: "Non possiamo fare altro che rivolgerci con fiducia alla zarina Caterina, un'imperatrice distinta e giusta, nostra vicina amica e alleata", che "rispetta il bisogno di benessere della nazione e offre sempre una mano".
Il 18 maggio 1792 l'ambasciatore russo in Polonia, Yakov Bulgakov, consegnò una dichiarazione di guerra al ministro degli Esteri polacco Joachim Chreptowicz.

## Schieramenti

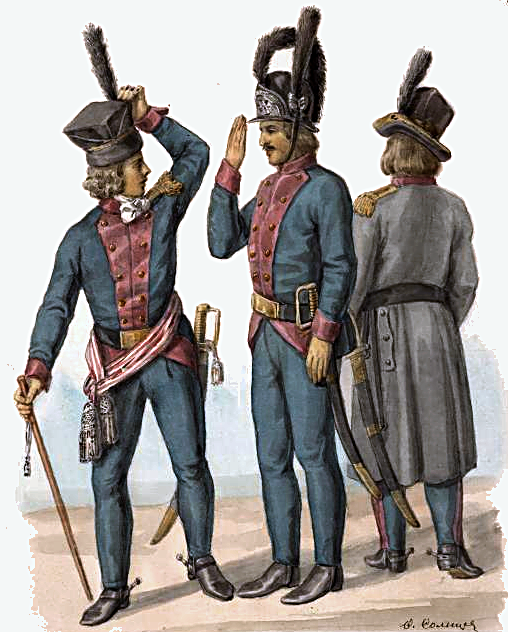
Soldati polacchi del 3º reggimento di fanteria lituano nel 1792

L'esercito russo contava quasi 98 000 unità, perlopiù ben equipaggiate ed addestrate, le quali rispondevano ai generali Mikhail Krečetnikov e Mikhail Kachovskij. Il piano russo prevedeva che Kachovskij avanzasse attraverso l'Ucraina, assumendo il controllo di Kam"janec'-Podil's'kyj, Chełm e Lublino, per poi appropinquarsi a Varsavia da sud. Krečetnikov doveva invece avanzare attraverso Minsk, Vilnius, Brześć Litewski e Białystok, e giungere alla capitale polacca da nord, dove si sarebbe unito a Kachovskij. Considerando che i russi disponevano di una buona rete di spie in Polonia, questi erano perlopiù a conoscenza della distribuzione e della forza dell'esercito avversario; i confederati disponevano dal canto loro di molte informazioni in meno sui nemici, ricevendo rapporti contraddittori e spesso errati, oltre ad essere incerti se la guerra sarebbe iniziata solo quando i russi avrebbero superato il confine oppure no.
Stanislao II Augusto Poniatowski, monarca della Confederazione polacco-lituana, era il comandante in capo delle forze polacche, ma di fatto delegò questa posizione a suo nipote, il principe Józef Poniatowski. Questi aveva in teoria a sua disposizione 48 000 uomini idonei al reclutamento e fedeli alla Corona del Regno di Polonia e al Granducato di Lituania, ossia meno della metà dei suoi avversari. Il Sejm votò per aumentare l'esercito confederato a 100 000 uomini, ma a causa di tempo e fondi insufficienti il numero non fu mai raggiunto e andò presto abbandonato anche come obiettivo. Il re polacco e i riformatori potevano schierare solo un esercito di 37 000 unità e la penuria di esperienza e attrezzature si rivelò in seguito una variabile non trascurabile.
Nell'angolo sud-orientale del paese, ovvero le terre ucraine, le truppe polacche si concentrarono in principio in maniera separata in tre regioni del fronte previsto, sotto la guida rispettivamente di Tadeusz Kościuszko, del generale Michał Wielhorski e del principe Poniatowski. I confederati in Ucraina, sotto gli ordini del comandante appena citato e sostenuti da Kościuszko, facevano registrare tra i 17 000 e i 24 000 uomini (altre fonti stimano un valore intermedio pari a 21 000). Lo schieramento avverso, quasi quattro volte più numeroso (64 000), rispondeva al generale Michail Kachovskij: le forze di quest'ultimo andarono divise in quattro tronconi: un primo, composto da 17 000 unità, risultava capeggiato da Michaul Kutuzov, il secondo dal generale Ivan Dunin, il terzo da Wilhelm Derfelden, e il quarto da Andrei Levanidov. I confederati di Targowica non rappresentavano una vera forza e i loro tentativi di raccogliere il sostegno popolare in Polonia dopo aver attraversato i confini fallirono miseramente, con solo poche decine di persone che si unirono di propria sponte; in seguito, il numero sarebbe cresciuto ma non in modo significativo, ragion per cui anche i russi, che non li vedevano come aventi un qualche peso bellico, li tennero a distanza dalla prima linea.
In Lituania, le truppe confederate si fermavano a circa 15 000, con un ulteriore distaccamento della Corona di circa 3 000 combattenti comandati dal governatore di Riga Ludovico di Württemberg. Quest'ultimo non aveva allestito tattiche per la guerra e le truppe non apparivano pronte per l'azione al momento dello scoppio del conflitto. L'armata zarista schierata sul fronte settentrionale eseguiva gli ordini del generale Michail Krečetnikov, seguito approssimativamente da 38 000 soldati. Anche in questo caso, si optò per una divisione in quattro tronconi, un primo sotto uno dei capi confederati di Targowica, Szymon Kossakowski (7 300 unità), un secondo ai comandi del generale Boris Mellin (7 000), un terzo sotto il generale Juri Dolgorukov (15 400) e l'ultimo in mano al generale Ivan Fersen (8 300).
Ulteriori guarnigioni polacche, per un totale di 8 000 riserve, si sarebbero concentrate a Varsavia sotto il comando del re Poniatowski come estrema risorsa. Dal canto suo, Tadeusz Kościuszko propose un piano secondo cui l'intero esercito polacco doveva rimanere unito al fine di ingaggiare uno dei tronconi russi, assicurare la parità numerica e sollevare il morale delle forze polacche, per lo più inesperte, con una rapida vittoria; la proposta fu tuttavia respinta dal principe Poniatowski. Curiosamente, solo pochi mesi prima, entrambi i comandanti avevano l'idea opposta: Poniatowski voleva che le truppe si concentrassero e Kościuszko che si sparpagliassero. Poniatowski immaginò inoltre di evitare gravi perdite e scontri estenuanti nella prima fase della guerra, confidando di ricevere dei rinforzi prussiani che avrebbero potuto rendere meno accentuata la divergenza numerica tra i due schieramenti.

## Guerra

### Fronte settentrionale

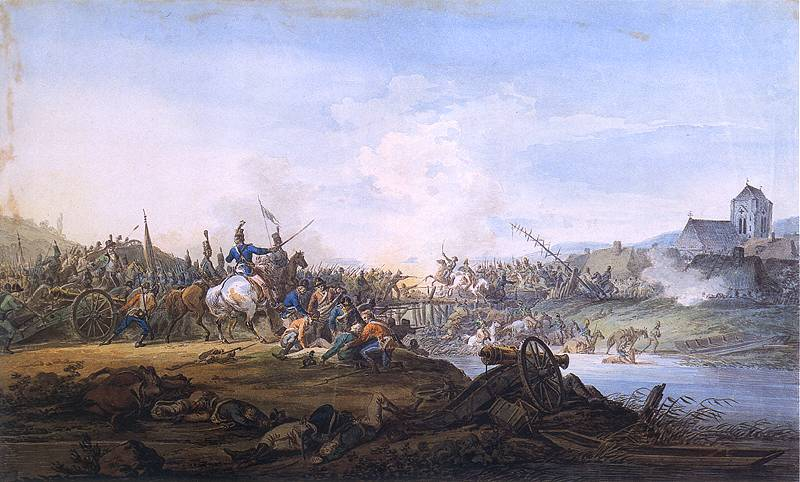
Una scena di battaglia relativa alla guerra russo-polacca del 1792 come immaginata da Aleksander Orłowski

Nel Granducato di Lituania, i russi attraversarono il confine della Confederazione il 22 maggio 1792. Alleato della Polonia, il Regno di Prussia ruppe la sua alleanza con la Polonia e il comandante prussiano dell'esercito lituano, il duca Württemberg, tradì i suoi doveri assunti, rifiutandosi di combattere i russi: per evitare anche solo di giungere al fronte, si finse malato a Wołczyn e diede ordini contraddittori alle sue truppe.
Trovandosi in una situazione di confusione assoluta, l'esercito della Lituania fece poco per opporsi all'avanzata russa e continuò a ritirarsi prima della loro avanzata. Minsk venne abbandonata, dopo alcuni scontri su scala minore, il 31 maggio. Solo dopo un cambio di comandante il 4 giugno, a quel punto sotto l'aristocratico Józef Judycki, si tentò di resistere e combattere agli aggressori: meglio equipaggiati e organizzati, questi ultimi prevalsero nella battaglia di Mir l'11 giugno e continuarono ad avanzare verso ovest sia nella Lituania che nella Bielorussia settentrionale. Mentre i confederati si avvicinavano in fuga verso Hrodna, il 14 giugno i russi espugnarono Vilnius, sia pur dopo una piccola lotta con la guarnigione locale, il 19 la mal difesa Nieśwież e, il 20, Kaunas, questa volta senza incontrare alcuna opposizione. La pessima condotta di Judycki ne giustificò il rimpiazzo con Michał Zabiełło il 23 giugno. Tuttavia, dopo quanto accaduto a Mir, non si verificarono scontri decisivi nel teatro settentrionale, poiché l'esercito polacco procedette in maniera spedita verso Varsavia, specie dopo una piccola sconfitta rimediata nei pressi di Giby, accampandosi infine lungo le postazioni difensive localizzate sul Bug Occidentale all'altezza di Brėst. Le truppe dello Zarato fecero il loro ingresso a Hrodna il 5 luglio e a Białystok il 17: non ci volle molto affinché una settimana dopo circa, il 23, cedette pure Brėst a seguito di una piccola scaramuccia. Quando tutti lasciava presagire una prosecuzione dell'avanzata assai tranquilla, un giorno dopo la presa di Brėst i lituani sconfissero i loro avversari nei dintorni di Jabłonna Lacka; si trattò della prima e più significativa vittoria della Confederazione riportata sul fronte settentrionale.

### Fronte meridionale

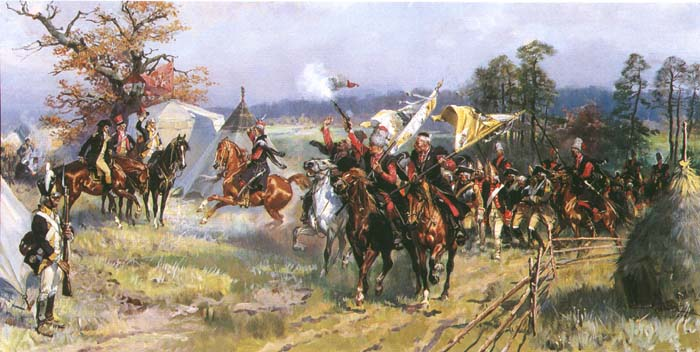
Dopo la Battaglia di Zieleńce, tela di Wojciech Kossak

Le prime truppe imperiali attraversarono il confine in Ucraina la notte tra il 18 e il 19 maggio, quattro giorni prima rispetto al fronte settentrionale. Lo Zarato in quel teatro avrebbe incontrato molta più resistenza di quanto si aspettasse, poiché i principali comandanti della Repubblica delle Due Nazioni, il principe Poniatowski e Kościuszko erano di stanza lì: i due si incontrarono vicino a Janów il 29 maggio. L'esercito della corona fu giudicato troppo debole per opporsi alle quattro colonne di eserciti nemici che avanzavano nell'Ucraina occidentale e diedero luogo a una ritirata sul lato occidentale del Bug Meridionale, in direzione di Lubar e Połonne, con Kościuszko al comando della retroguardia allo scopo di ostacolare quanto più efficacemente possibile gli inseguitori. Poniatowski, di fronte a una significativa inferiorità numerica delle sue forze e alla promessa del monarca polacco-lituano di ulteriori rinforzi, decise di abbandonare l'Ucraina e trasferirsi in Volinia, dove Połonne necessitava di fortificazioni al fine di fungere da importante punto di difesa: da lì, Lubomirski avrebbe avuto il compito di supervisionare ed effettuare gli approvvigionamenti alimentari.
Il 14 giugno l'unità di Wielhorski uscì sconfitta a Boruszkowce e, tre giorni dopo, Poniatowski ricevette finalmente i rinforzi attesi, ovvero circa 2 000 soldati guidati da Michał Lubomirski. Il giorno successivo i polacchi, guidati dal principe Poniatowski, sconfissero una delle formazioni russe del generale Irakly Morkov nella battaglia di Zieleńce il 18 giugno. Il successo fu celebrato dal re polacco-lituano, che inviò le medaglie di nuova fattura dell'Ordine Virtuti militari per i capi della campagna e i soldati più valorosi.
Le forze di Pietroburgo, tuttavia, continuarono ad avanzare: i difensori, al comando di Józef Poniatowski, arretrarono senza sparpagliarsi in modo disordinato, cedendo al più potente nemico quanto necessario per evitare l'annientamento. All'inizio di luglio, nei pressi di Dubno, il principe Poniatowski e Kościuszko furono traditi da Michał Lubomirski, incaricato dal re Poniatowski di rifornire le truppe; invece di eseguire il suo compito, Lubomirski si unì alla parte russa e celò i rifornimenti per l'esercito polacco oppure li consegnò direttamente all'altra fazione. Lubomirski, tuttavia, essendo un potente magnate, non risultò difficilmente accusabile e si dovette attendere fino alla fine di maggio affinché il monarca lo sollevasse ufficialmente dal suo comando. Nel giro di circa un mese dall'invasione russa, i polacchi avevano abbandonato quasi tutta l'Ucraina. Il 7 luglio, le forze di Kościuszko si impegnarono in una schermaglia a Volodymyr-Volyns'kyj (Włodzimierz in polacco). Nel frattempo, l'esercito di Poniatowski si ritirò nel fiume Bug Occidentale, dove le unità di Kościuszko il 18 luglio presero parte alla battaglia di Dubienka, la quale terminò senza che fosse emerso un chiaro vincitore: in essa, 5 000 uomini al servizio del militare sopraccitato provarono a tenere testa a 25 000 avversari prima di abbandonare la posizione. Quando infatti le truppe imperiali iniziarono ad affiancare le posizioni ricoperte dai contingenti attraversando la vicina demarcazione austriaca, fu necessario muoversi dalla zona. Malgrado l'arretramento dei confederati oltre la linea del fiume Bug, aleggiava ancora uno stato di incertezza sull'esito del conflitto, in quanto si credeva che uno o più scontri successivi, da effettuarsi nei pressi di Varsavia, sarebbero stati decisivi al fine di determinare il vincitore.

### Cessazione delle ostilità
Mentre il principe Poniatowski e Kościuszko consideravano l'esito della guerra ancora aperto e stavano pianificando di utilizzare le forze combinate polacco-lituane per sconfiggere i gruppi di russi ancora tra loro frammentati, re Poniatowski, con il consenso dei cosiddetti Guardiani delle leggi (gabinetto dei ministri) decise di chiedere un cessate il fuoco. La zarina Caterina chiese al monarca confederato che aderisse alla fazione aristocratica filo-russa, la konfederacja di Targowica, e che abrogasse le riforme; con la sua divisione del gabinetto, questi cedette alla sua richiesta intorno al 22-23 luglio, date in cui di fatto anche il principe Poniatowski dovette rinunciare alla resistenza militare. L'ultimo scontro militare della guerra si combatté il 26 luglio a Markuszów, nella provincia di Lublino, dove la cavalleria polacca respinse gli attaccanti sotto la guida di Poniatowski.
All'epoca in cui il re decise di chiedere la pace, l'esercito polacco versava ancora in buone condizioni di combattimento, non avendo subito nessuna grande sconfitta né avendo patito penuria di rifornimenti. Il sovrano polacco-lituano pensava che a causa della superiorità numerica russa la sconfitta apparisse comunque imminente, e che si potesse ottenere di più attraverso i negoziati con Pietroburgo, con il quale sperava si potesse formare una nuova alleanza. Sebbene gli eventi successivi avessero dimostrato che si trattò di un errore, il dilemma se vi fosse stata un'altra possibile scelta al di là della prosecuzione delle lotte resta oggetto di dibattito storiografico ancora oggi.
L'esercito polacco era ampiamente insoddisfatto della capitolazione, poiché il grosso dei comandanti la considerava prematura; l'influente Tadeusz Kościuszko, in virtù del suo passato da veterano della guerra d'indipendenza americana, il principe Józef Poniatowski e molti altri avrebbero criticato la decisione del re e alcuni, tra cui il primo della lista appena esposta, si dimisero dalle loro cariche poco dopo. Il secondo, contrario in linea di principio all'idea di esercitare violenza contro la persona del re, ipotizzò però per un certo periodo di tempo di ribellarsi agli ordini di suo zio e di condurlo con la forza, se necessario, all'accampamento militare, come suggeriva la fazione più radicale. Alla fine, cambiò idea, senza però abbandonare il partito di chi voleva proseguire le ostilità contro i russi.

## Conseguenze

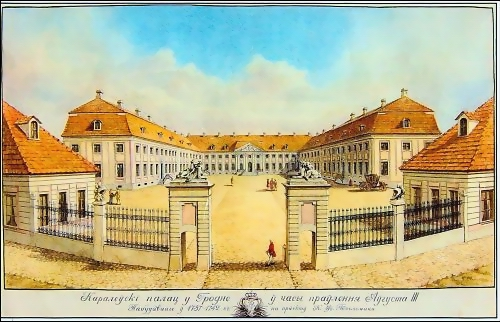
Il Castello Nuovo di Grodno, dove si tenne il Sejm del 1793 che portò alla seconda spartizione della Polonia

La maggior parte degli storici polacchi concorda sul fatto che la capitolazione polacca si rivelò un errore sia dal punto di vista militare sia politico. Nel primo ambito, i confederati avevano ragionevoli possibilità di difendere la Vistola lungo il fiume, in maniera tale da esaurire la spinta delle forze d'invasione russe. In merito al secondo aspetto, mostrare la volontà di combattere avrebbe potuto persuadere le potenze contigue che il loro piano di procedere a una seconda partizione non appariva tanto facilmente realizzabile.
Le speranze di Poniatowski e dei riformisti che lo sostenevano e che avevano patteggiato per la conclusione del conflitto nella speranza di una soluzione diplomatica andarono presto deluse: con loro grande sorpresa, il Sejm di Grodno, indirizzato o comunque condizionato dalle truppe russe, diede il via a quella che sarebbe divenuta nota come seconda spartizione della Polonia. Il 23 novembre 1793 concluse le sue deliberazioni sotto costrizione, annullando la costituzione approvata due anni prima e accettando le decisioni politiche imposte da Pietroburgo. La seconda frammentazione fu così acuta da impedire la prosecuzione dell'esistenza della Repubblica: la Polonia perse infatti 300000 km² di territorio, l'80% dei quali andò alla Russia e il resto alla Prussia, mentre nulla all'Austria, non avendovi partecipato: in più la popolazione si ridusse di circa un terzo. Ciò che restava della Repubblica delle Due Nazioni era semplicemente un piccolo stato cuscinetto con un fantoccio al comando e delle guarnigioni russe che tenevano d'occhio il ridotto esercito polacco.
Un tale risultato si rivelò un duro colpo per i membri della confederazione di Targowica, che vedevano le loro azioni come una difesa dei privilegi secolari dei magnati, ma che da allora furono bollati dalla maggioranza dei polacchi popolazione come traditori. Le loro speranze erano semplicemente quelle di ripristinare lo status quo ante bellum, tramite la semplice abrogazione della carta costituzionale e del nuovo impianto amministrativo che si voleva conformare dopo il 1791. L'ultimo tentativo di restaurare la Repubblica delle Due Nazioni riformata avvenne in concomitanza con l'insurrezione di Kościuszko nel 1794, poi fallita e causa scatenante della terza e ultima spartizione nel 1795, a seguito della quale lo Stato perse tutti i suoi territori rimanenti e la Polonia-Lituania scomparve dalla mappa europea.